# 倫丘山
12°11′53″S 76°03′19″W / 12.19806°S 76.05528°W
倫丘山（Runchu），是秘魯的山峰，位於該國中南部利馬大區，由聖華金區和坦塔區負責管轄，屬於秘魯中部山脈的一部分，該山峰海拔高度5,165米。